# Divna Ljubojević
Divna Ljubojević (srbsky Дивна Љубојевић; 7. dubna 1970 v Bělehradě) je srbská interpretka pravoslavné duchovní hudby Srbska, Byzance, Bulharska a Ruska. zakladatelka, regenschori, sólistka a umělecká vedoucí sboru Melodi.

## Životopis
Divna Ljubojević se narodila v Bělehradě 7. dubna 1970, na svátek zvěstování Panny Marie a vyrůstala v pravoslavné rodině. Od 10 let se Divna učila umění chrámového zpěvu v bělehradském monastýru „Ваведење Пресвете Богородице“ (Uvedení přesvaté Bohorodice do chrámu). Poté vystudovala hudební školu „Мокраньяц“ (Mokranjac), v Bělehradě a Hudební akademii ve městě Novi Sad.

## Diskografie
- Аксион эстин, 1996
- Достойно есть, 1999
- Живоносный источник, 2000
- Мелоди, 2001
- Славословие, 2002
- Liturgija u manastiru Vavedenje, 2004
- Концерти, 2006
- Христос воскресе, 2007
- Христос се роди, 2007
- Divna en concert
- Mystères Byzantins
- Lumiéres du Chant Byzantin
- La Divine Liturgie de Saint Jean Chrisostome
- La Gloire de Byzance